# Сербин Іван Дмитрович
Іван Дмитрович Сербин (25 лютого 1910, місто Катеринодар, тепер місто Краснодар, Російська Федерація — 15 лютого 1981, місто Москва, Російська Федерація) — радянський діяч, завідувач відділу оборонної промисловості ЦК КПРС. Депутат Верховної ради СРСР 7—10-го скликань. Кандидат у члени ЦК КПРС у 1961—1981 роках.

## Біографія
Народився в родині робітника.
У 1926—1930 роках — робітник Краснодарського заводу «Красноліт».
У 1930—1935 роках — студент Московського державного університету.
Член ВКП(б) з 1931 року.
У 1935—1936 роках — аспірант Науково-дослідного інституту механіки і математики при Московському державному університеті.
У 1936—1941 роках — інженер-технолог, заступник начальника планово-виробничого відділу, партійний організатор ВКП(б) Подольського механічного заводу, секретар Подольського міського комітету ВКП(б) Московської області.
У 1941—1942 роках — директор філії заводу в місті Барнаулі; в Барнаульському міському комітеті ВКП(б) Алтайського краю.
У 1942—1946 роках — інструктор, завідувач сектора, заступник завідувача відділу Управління кадрів ЦК ВКП(б).
У 1946—1948 роках — завідувач відділу промисловості озброєння Управління кадрів ЦК ВКП(б).
10 липня 1948 — 13 червня 1950 року — заступник завідувача відділу машинобудування ЦК ВКП(б).
13 червня 1950 — 1952 року — завідувач відділу машинобудування ЦК ВКП(б).
У 1952—1953 роках — заступник завідувача промислово-транспортного відділу ЦК КПРС.
У 1953—1954 роках — завідувач сектора промислово-транспортного відділу ЦК КПРС.
У 1954 — лютому 1958 року — 1-й заступник завідувача відділу оборонної промисловості ЦК КПРС.
У лютому 1958 — 15 лютого 1981 року — завідувач відділу оборонної промисловості ЦК КПРС.
Помер 15 лютого 1981 року після важкої хвороби. Похований на Новодівочому цвинтарі Москви.

## Нагороди і звання
- п'ять орденів Леніна (22.02.1980,)
- орден Жовтневої Революції
- чотири ордени Трудового Червоного Прапора
- орден Вітчизняної війни І ст.
- орден «Знак Пошани»
- медалі